# Drapelul Republicii Panama
Drapelul național al Republicii Panama este un dreptunghi vertical divizat în patru dreptunghi de mărime egală. Primul dreptunghiul de stânga sus este de culoare albă cu o stea albastră, al doilea de dreapta sus de culoare roșie, al treilea de stânga jos de culoare albastră și al patrulea de dreapta jos de culoare albastră cu o stea roșie. Drapelul are o proporție de 2:3 între lățime și lungime.

## Descriere
- Albastru reprezintă Partidul Conservator Columbian (Partid participând în Războiul de 1000 de Zi între 1899-1902)
- Roșu reprezintă Partidul Liberal Columbian (Partid participând în Războiul de 1000 de Zi între 1899-1902)
- Alb reprezintă pacea
- Stelele reprezintă puritatea și puterea

## Drapele ale provinciilor și ale teritoriilor
Republica Panama este împărțită în nouă provincii (provincias) și cinci teritorii (comarcas în spaniolă). Doi dintre cele cinci teritorii (Emberá-Wounaan și Wargandi) încâ nu au adoptat un drapel.

Drapelul provinciei Bocas del Toro
Drapelul provinciei Chiriquí
Drapelul provinciei Coclé
Drapelul provinciei Colón
Drapelul provinciei Herrera
Drapelul orașului Ciudad de Panamá și provinciei Panamá
Drapelul provinciei Veraguas
Drapelul teritoriului Guna Yala
Drapelul teritoriului Ngäbe-Buglé